# Bulletin de vote

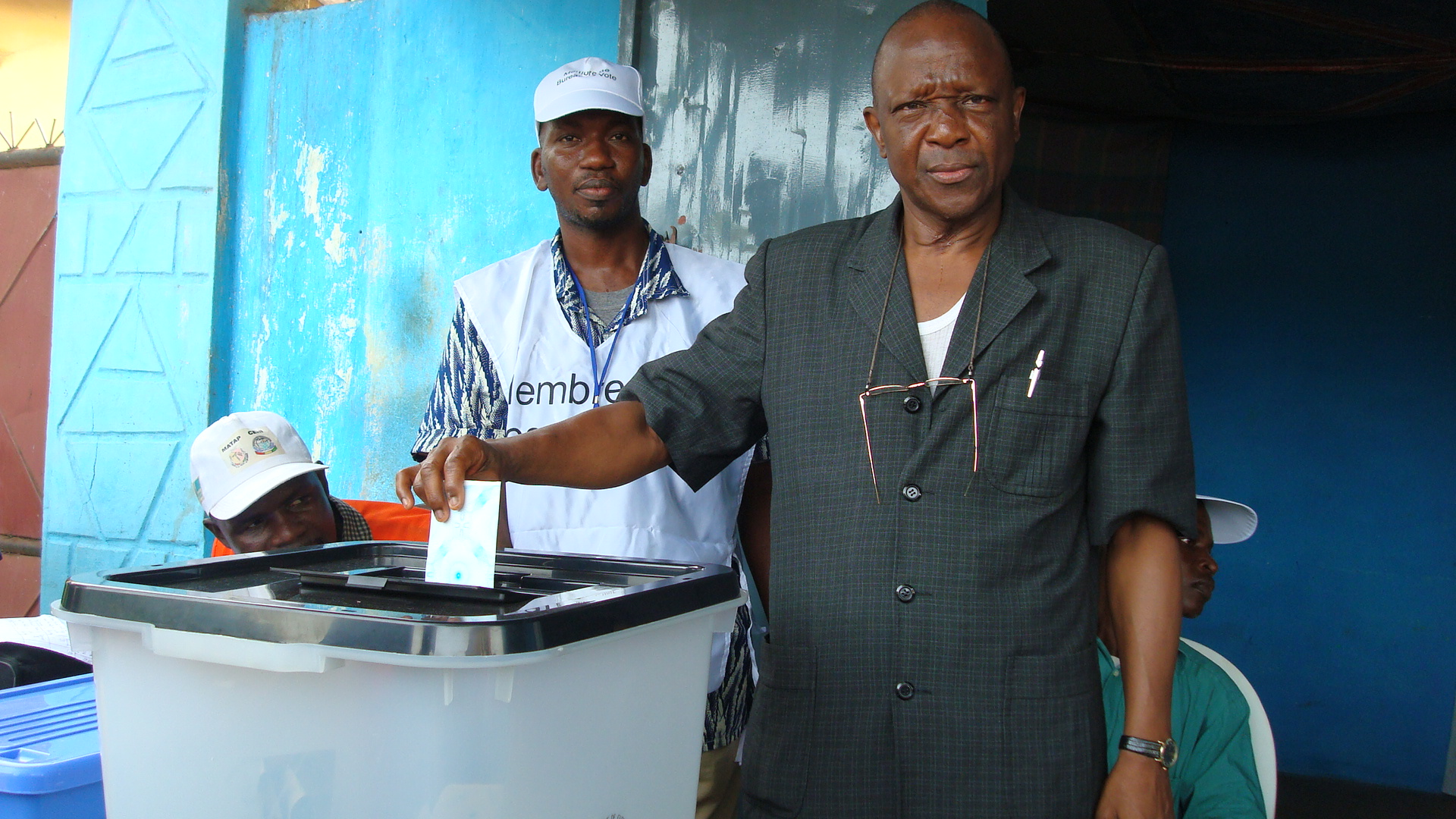
Électeur déposant un bulletin de vote dans une urne (en Guinée).

Un bulletin de vote est un document, généralement de taille réduite, employé pour enregistrer les choix procédés par les personnes ayant le droit de vote.

## Définition
Selon le CNRTL, le bulletin de vote est un « billet de format généralement réduit par lequel quelqu'un exprime un vote ». Le site du dictionnaire Larousse donne une définition similaire quoique plus précise, en expliquant que le bulletin de vote est un billet « servant, soit par sa couleur, soit par le signe, le nom ou la mention qu'il porte, à exprimer un vote ».

## Histoire
Si la création du bulletin de vote est liée au droit de vote, son usage historique est beaucoup plus récent. En France durant l'ancien Régime et dans les pays européens durant la même période durant laquelle de nombreuses personnes étaient analphabètes, le simple fait de jeter son chapeau en l'air, de se lever (ou s'asseoir), voire déclamer à voix haute le nom de son candidat étaient des pratiques courantes.
À Florence, en Toscane, durant le XIIIe siècle, les électeurs qui désignaient les Prieurs de la ville utilisaient des châtaignes pour exprimer leurs choix.
L'usage de petites balles glissées dans des boîtes au nom du candidat, a laissé son nom dans la langue anglaise créant ainsi le terme de « ballot papers » pour désigner encore au XXIe siècle les bulletins de vote dans les pays anglo-saxons.
Durant le XVIIe siècle l’élection du pape à Rome est organisée à l'aide de bulletins en papier sur lequel chaque membre du conclave choisissait son candidat et c’est la fumée résultant de leur combustion qui annonce la fin de chaque tour de vote (en ajoutant dans le poêle de la paille humide aux notes et bulletins brûlés pour produire une fumée blanche ou en ajoutant une sorte de goudron pour en produire une noire).
Au cours du XIXe siècle, le bulletin se démocratise et s'adresse à une population de plus en plus importante. Dès lors, il devient préimprimé afin de faciliter son usage.

## Fonctionnement

### Description
Le bulletin de vote se présente sous la forme d'un simple morceau de papier sur lequel chacun des votants écrit le nom d'un candidat, à moins que ceux-ci utilisent un billet préimprimé sur lequel un nom ou une liste de noms est déjà indiqué afin de faciliter leurs choix. Les électeurs peuvent également émarger, biffer des noms, ou porter des indications sur le document afin de préciser son choix.
Une pratique déviante dénommée « bourrage de l’urne » consiste à introduire des bulletins de vote supplémentaires dans l’urne. Ces bulletins de vote supplémentaires sont favorables à une liste ou à une candidature.
En fonction du scrutin et de son type (élections nationales ou locales), les dimensions et caractéristiques du bulletin changent. Ces caractéristiques sont en partie définies par les articles R.30, R.39, et R.52-3 du code électoral. 

### Organisation et alternatives
Dans une juridiction utilisant un système de papier, les électeurs choisissent en marquant leur bulletin de vote ou, comme dans le cas d’Israël et de la France, en choisissant un bulletin de vote préposé parmi un grand nombre. Dans la plupart des juridictions, les bulletins de vote sont préimprimés avec les noms des candidats et le texte des référendums. Il existe également d'autres systèmes tels que le vote à balayage optique, le système de cartes perforées, voire des machines à voter ou le vote électronique.

## Galerie

Différents bulletins de vote selon les pays
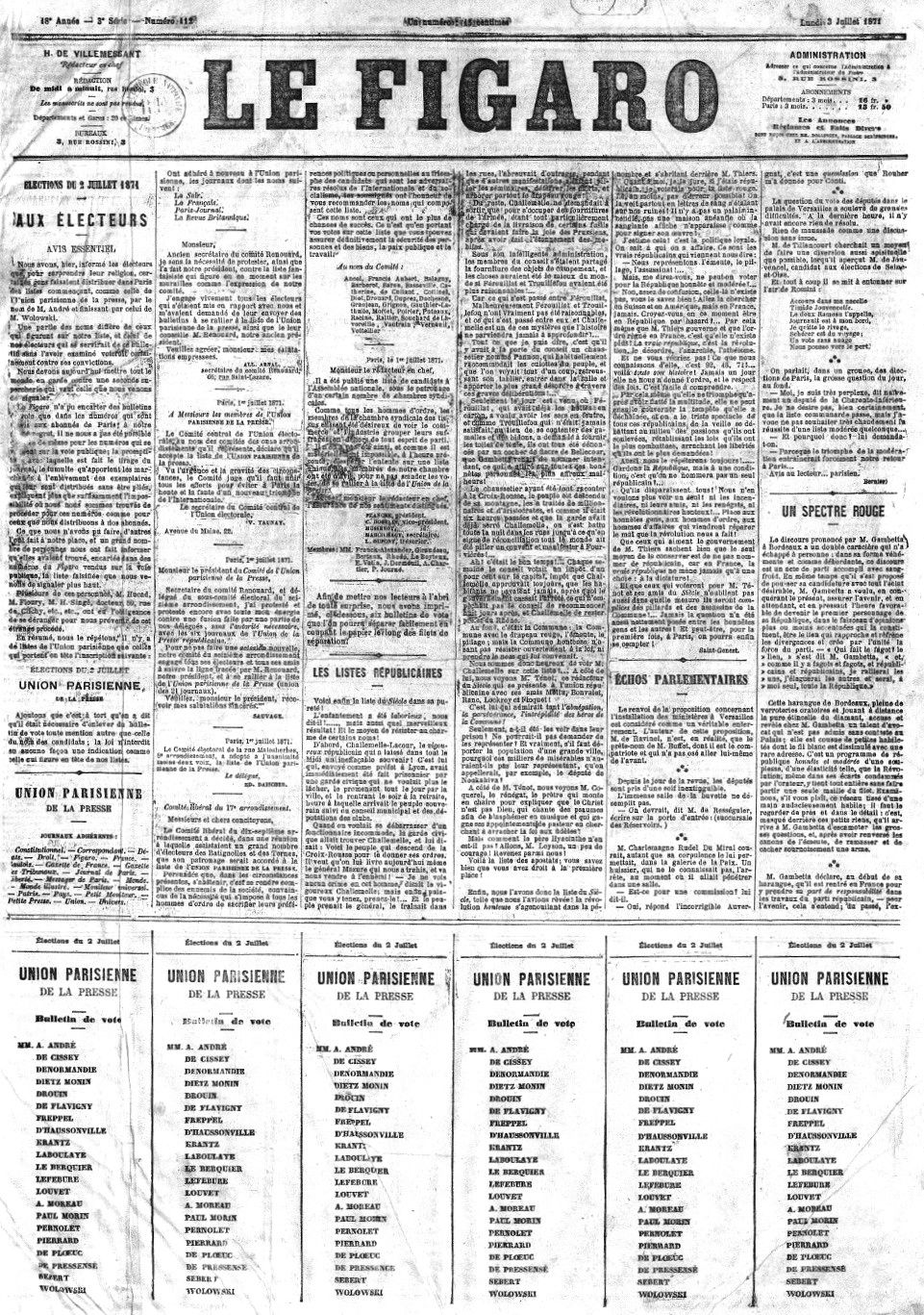
Bulletins de l'Union parisienne de la presse à découper en une du Figaro pour les élections législatives complémentaires du 2 juillet 1871.
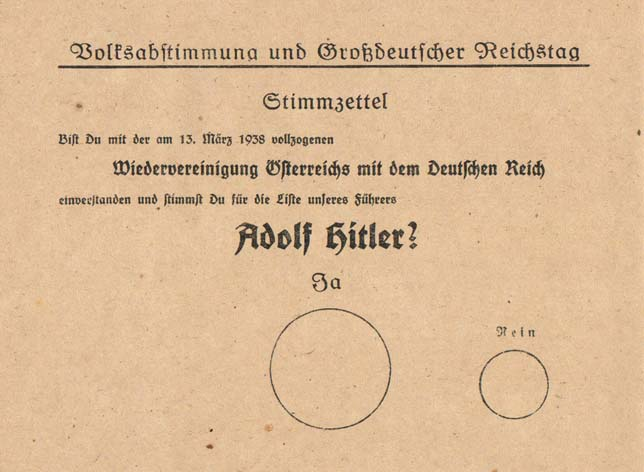
Référendum sur l'Anschluss et le soutien à Hitler (1938).
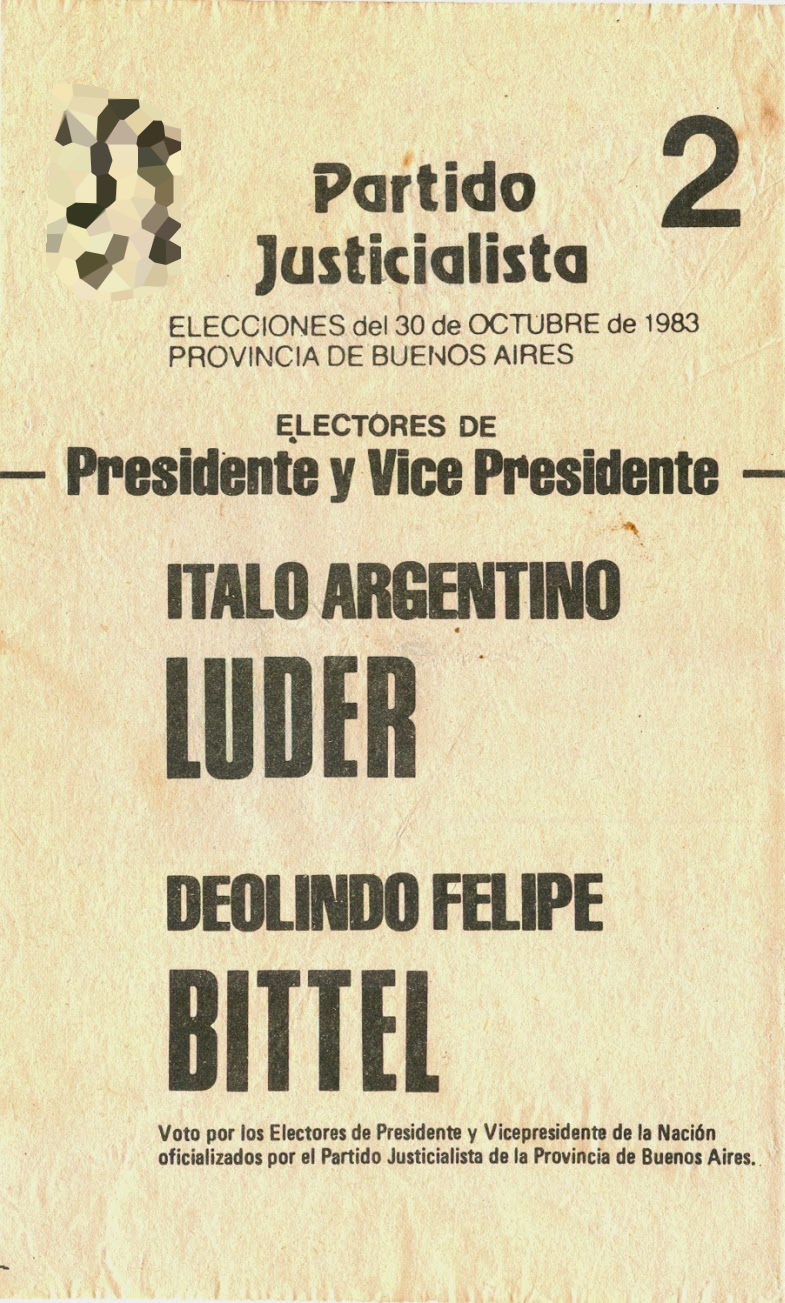
Bulletin de vote argentin de 1983
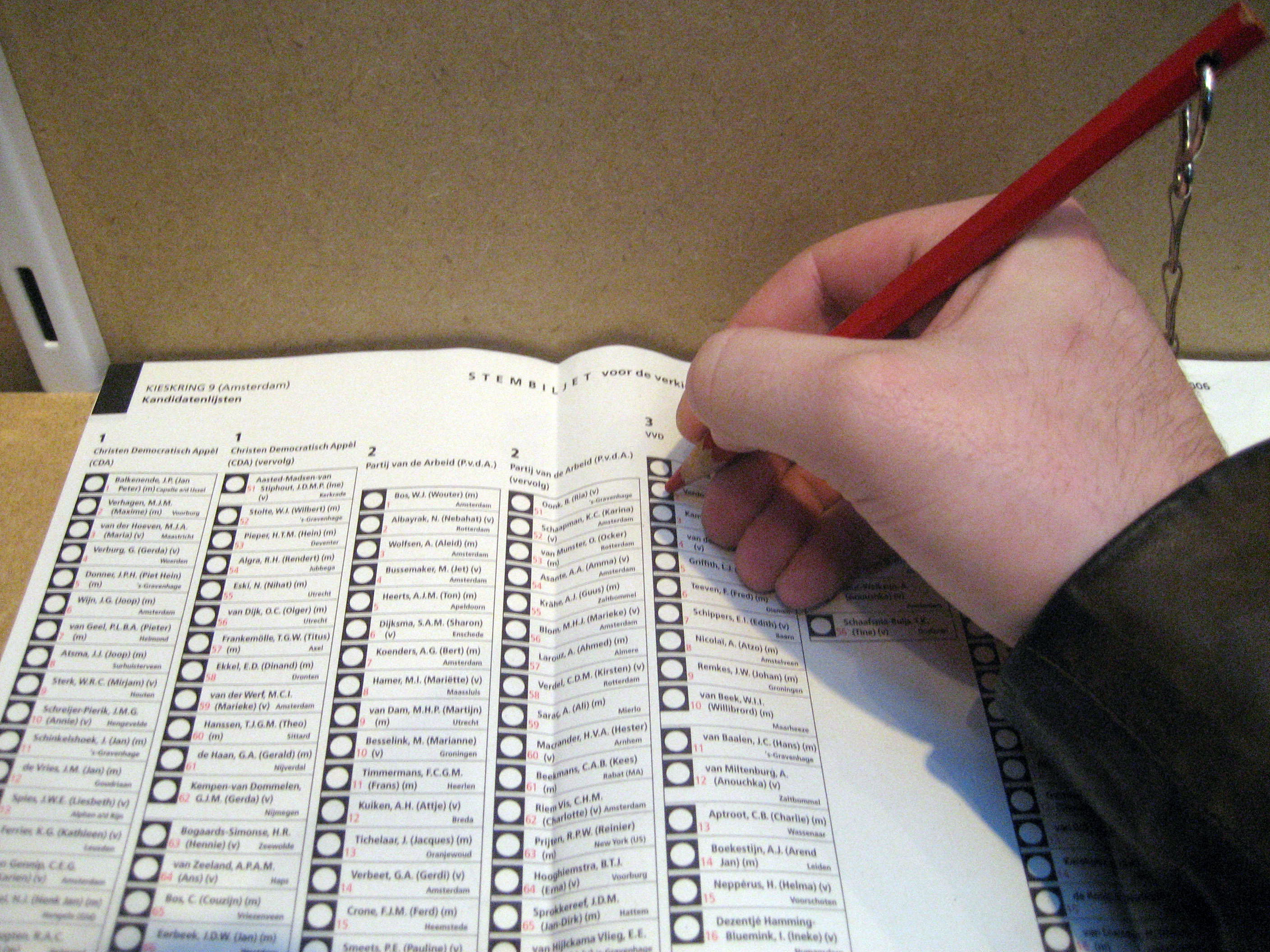
Bulletin pour les élections législatives aux Pays-Bas (2006).
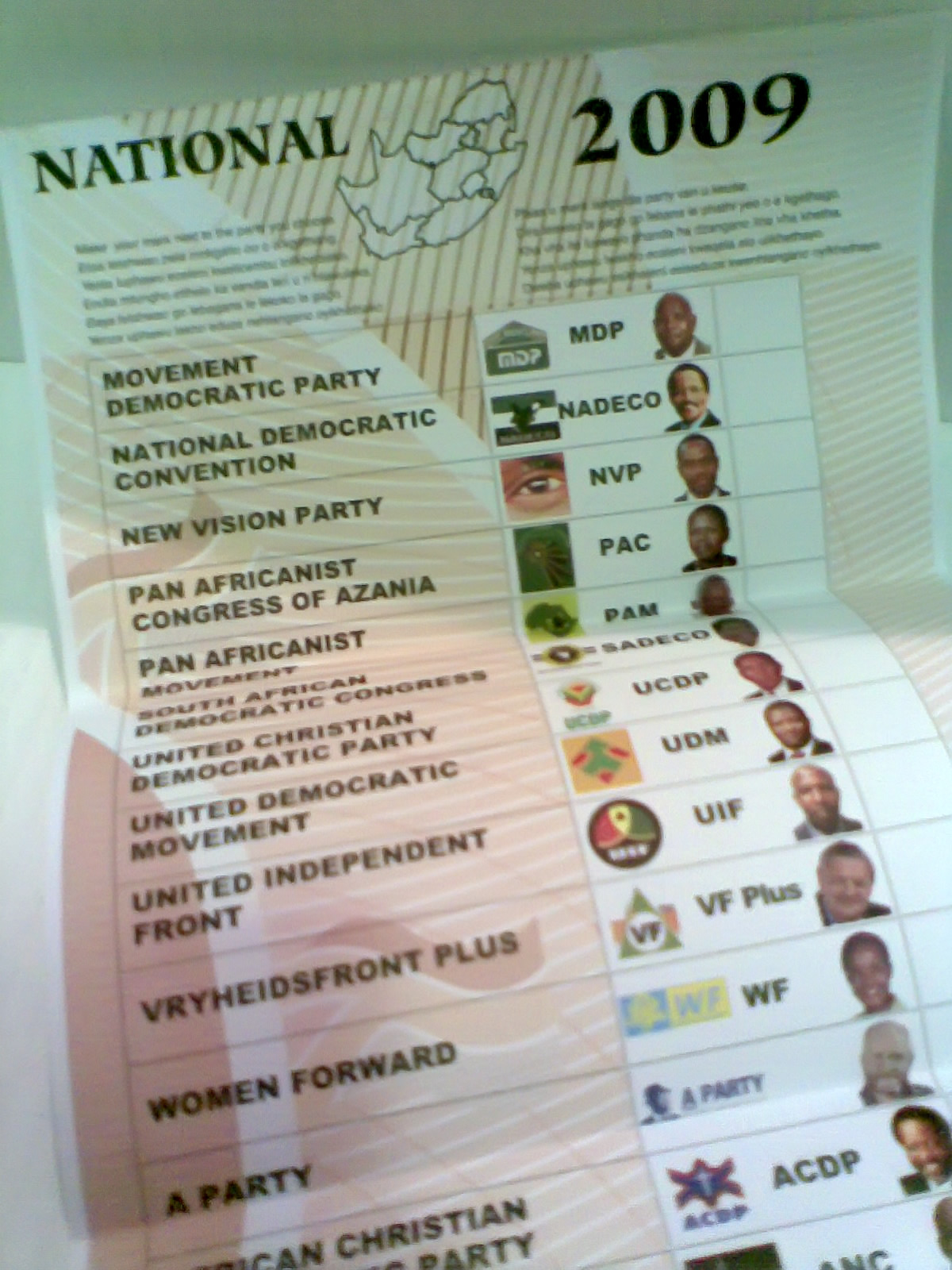
Bulletin pour les élections législatives en Afrique du Sud (2009).
Bulletins bilingues et figuratifs pour le référendum sur l'indépendance du Soudan du Sud (2011).
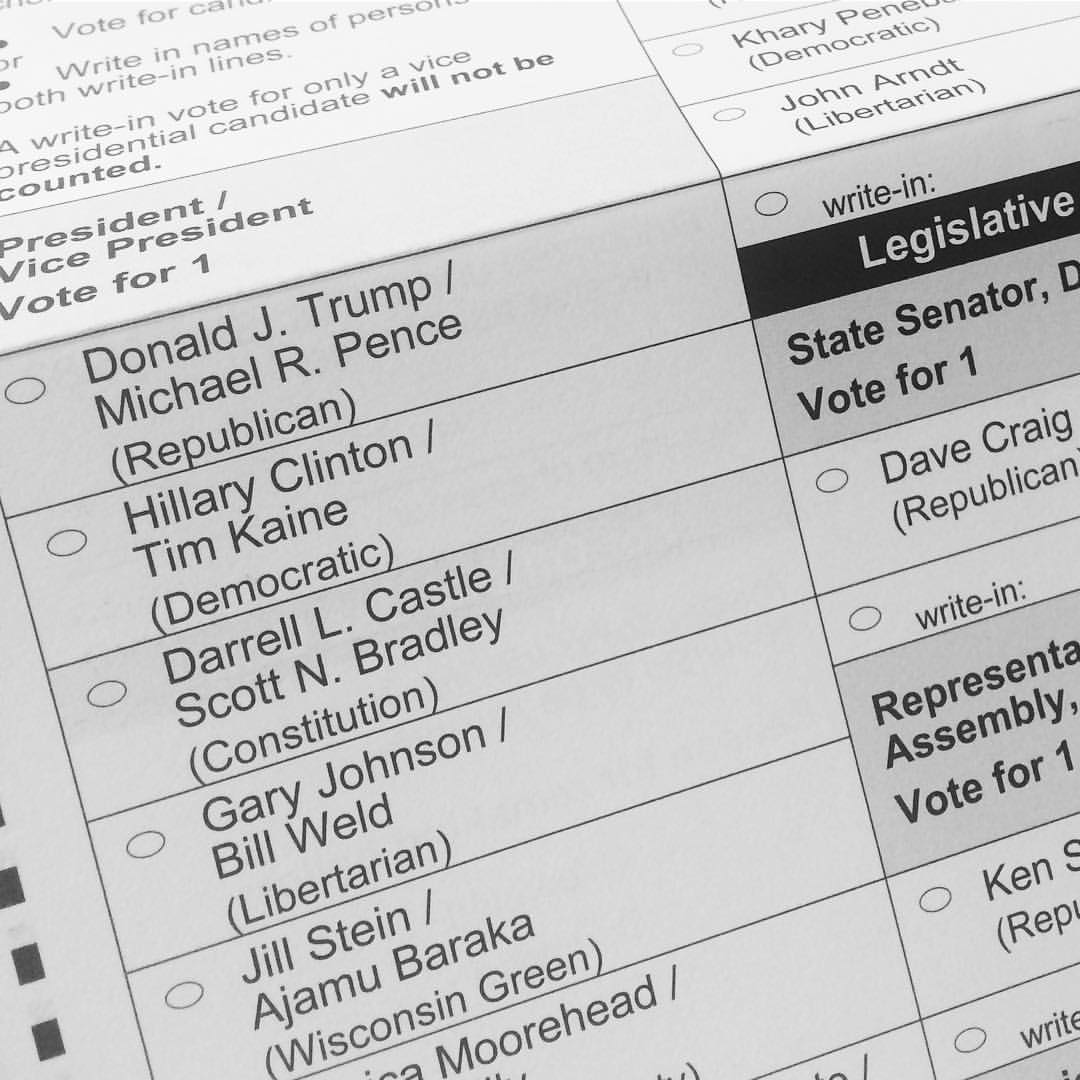
Bulletin de vote utilisé par le Wisconsin pour l'élection présidentielle américaine de 2016.